# Lego Pneumatique

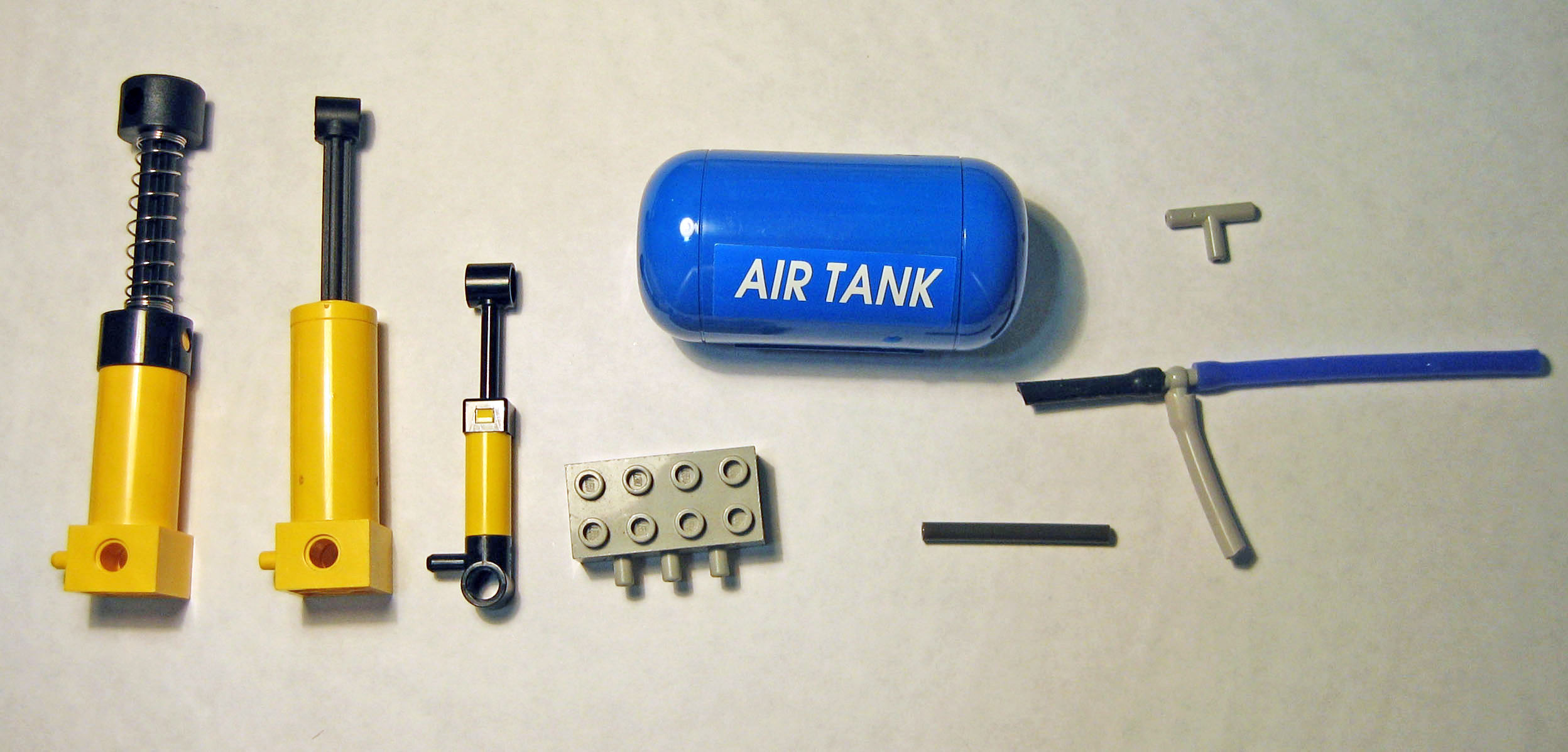
Composants Lego Pneumatic

Les Lego Pneumatiques sont un type de briques Lego, qui utilisent la pression de l'air et des composants spécialisés pour effectuer différentes actions sur la base des principes de l'énergie pneumatique.

## Histoire
Les Lego pneumatiques ont été introduits pour la première fois dans le cadre de la gamme Lego Technic en 1984. Depuis leur introduction, les Lego pneumatiques sont présents dans de nombreux Lego Technic.

## Principaux éléments de Lego pneumatique
- La pompe manuelle à ressort
- La pompe destinée à être entraînée par un moteur (plus petite que la pompe manuelle et sans ressort)
- La nouvelle pompe destinée à être entrainée par un moteur (de longueur différente de l'ancien modèle, afin de s'adapter au nouveau système de construction ''studless'', c’est-à-dire sans tenons)
- Le vérin pneumatique grand format ancien modèle (diamètre de 2 tenons, pouvant être emboité sur des tenons au niveau de la base)
- Le vérin pneumatique grand format nouveau modèle (diamètre de 2 tenons, ne pouvant pas être emboité sur des tenons au niveau de la base)
- Le vérin pneumatique petit format (diamètre d'un tenon)
- Le sélecteur 3 positions (ouverture/neutre/fermeture)
- Les tubes pneumatiques flexibles (compatibles avec les tubes rigides)
- La jonction en T, permettant de séparer un flux d'air en deux
- Réservoir d'air comprimé « air tank » qui permet d'emmagasiner de l'air sous pression dans le circuit afin de réduire la fréquence de pompage.